# Myrcia hypoleuca
Myrcia hypoleuca är en myrtenväxtart som beskrevs av Antoine Frédéric Spring och Carl Friedrich Philipp von Martius. Myrcia hypoleuca ingår i släktet Myrcia och familjen myrtenväxter. Inga underarter finns listade i Catalogue of Life.